# Bedero Valcuvia

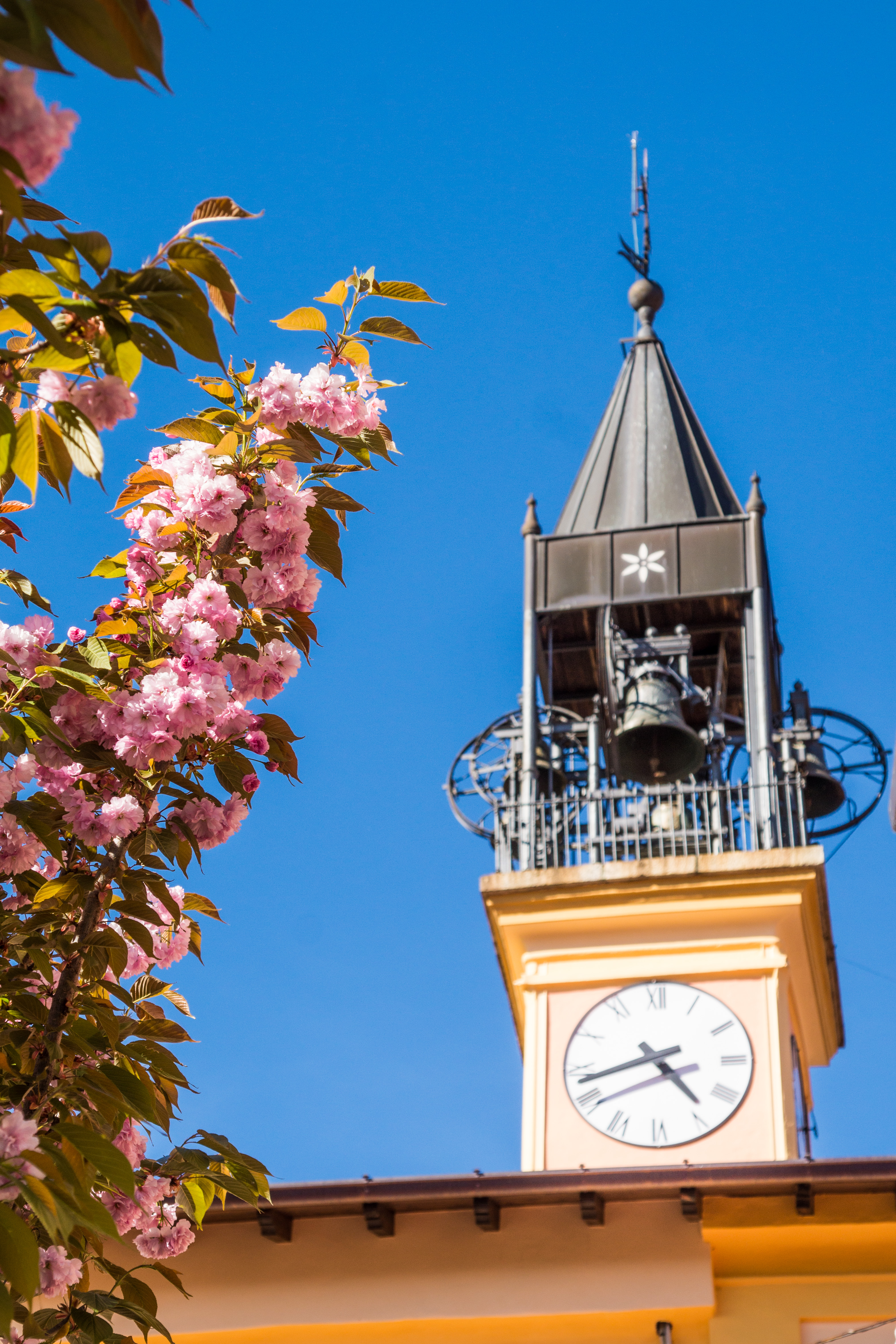
Campanile della chiesa di S.Ilario di Poitiers

Bedero Valcuvia (Bèdar o Béder in dialetto varesotto e già semplicemente Bedero) è un comune italiano di 662 abitanti della provincia di Varese in Lombardia. Il comune dista 15 km dal capoluogo Varese.

## Geografia fisica
Situato al confine tra la Valcuvia e all'inizio della Valle del Pralugano, ai piedi del Monte Scerrè.
Viene denominato "Il Balcone della Valcuvia" in quanto si ha un notevole panorama sull'intera vallata sottostante.
Bedero Valcuvia non fa parte della Comunità Montana della Valcuvia, ma della Valganna e Val Marchirolo ma a livello geografico, per storia e anche tradizioni generalmente viene inglobato dentro tutto il verde quadro della Valcuvia.

### Territorio
I dintorni del paese suscitarono in passato, attorno al XIX secolo, ma forse ancora oggi, l'interesse dei geologi poiché presentavano al di sotto del paese un bellissimo esempio di roccia arrotondata, dette "moutonnée", e di morene insinuate. Secondo gli studi dell'epoca quei cumuli di roccia rossiccia arrotondati e brulli, che formano la montagna detta Monte Scerrè ed in parte la Monte Martica sono di origine vulcanica, si ipotizza infatti che un cratere vulcanico fosse esistito nelle vicinanze durante l'epoca glaciale.
Anche certi sassi rossigni che si trovano sul territorio di Bedero hanno singolari e curiose proprietà magnetiche.

### Percorsi
Il "percorso 16" parte del Parco Regionale Campo dei Fiori nel quale Bedero è ricompreso, porta al Monte Martica. In vetta vi sono i resti di due appostamenti d'artiglieria della Frontiera Nord, costruiti poco prima della prima guerra mondiale per fronteggiare un possibile attacco da parte di tedeschi o francesi, attraverso la neutrale Svizzera, se non addirittura un attacco degli stessi svizzeri. 
Continuando sul percorso 16 si può raggiungere Brinzio, oppure immettendosi nel percorso 15, si può raggiungere la Val Ganna.
Il "sentiero della Linea Cadorna", che si svolge tra i manufatti della Frontiera Nord, si trova subito fuori Bedero per la strada che porta a Cunardo, seguendolo vi si trovano le trincee, altri residui della Frontiera Nord che però sono al di fuori del Parco Campo dei Fiori. Altre tracce della Frontiera Nord si trovano sul Monte Scerrè, ma sono ormai nascoste dalla vegetazione che ne rende difficile l'individuazione.

## Origini del nome
Il nome Bedero Valcuvia sembra derivare da bedrum o bedre indicante un'attinenza con la betulla, pianta forse molto diffusa in passato. Da considerare anche la radice celto-germanica by-dro cioè "villaggio su un pendio vallivo".

## Storia
Il centro del paese rivela uno spiccato impianto medievale ed è caratterizzato da una serie di strade molto strette (dette i bȍcc) e case in sasso, molto attaccate tra loro in parte ristrutturate, a cui si aggiungono qualche arco in pietra di epoca successiva XIII e XIV secolo.
In passato a Bedero venivano prodotti segala, frutta, verdure varie, funghi, castagne, pascoli e allevamento.
Il 4 novembre 1809 Bedero venne unito al comune di Cuvio mentre il 30 luglio 1812 fu aggregato al comune di Rancio, riacquistando la propria autonomia amministrativa con il Regno Lombardo-Veneto dal 12 febbraio 1816 e solo dopo il 1859 assume l'attuale denominazione di Bedero Valcuvia.

### Bedero secondo Achille Jemoli
In un libro del tardo Ottocento scritto da Achille Jemoli, nato a Gemonio il 4 giugno 1809, Bedero è descritto come uno dei paesi più elevati della Valcuvia, un villaggio pittoresco, con un'aria finissima che pur essendo più in alto del vicino paese di Brinzio, possiede un inverno mite grazie alla sua maggiore esposizione al sole.
«Bedero conta circa 500 abitanti; il territorio ha l'estimo censuario di Scudi 7,886, e confina con quello di Valganna ad oriente, con quello di Brinzio a mezzogiorno, con quelli di Cunardo e di Ferrera a Settentrione, e ad occidente coi territori di Masciago e di Rancio. Bedero è aggregato alla condotta del Medico Chirurgo che tiene residenza nel prossimo Cunardo. Una vasca d'acqua limpida e perenne ed un pubblico lavatojo coperto servono ai bisogni della popolazione. La proprietà dell'intero territorio e caseggiato di questo Comune coll'Estimo relativo era poch'anzi dell'Ospedale Maggiore di Milano, la cui Amministrazione ha creduto di alienarla dando la preferenza agli abitanti di Bedero.
Questi ne seppero approfittare, si unirono fra loro in consorzio e combinarono l'acquisto totale a patti convenientissimi. Da coloni e dipendenti facendosi padroni con poca spesa e scarsi sagrifici gli abitanti di questo Comune migliorarono le rispettive condizioni: diedero tosto mano al dissodamento dei terreni, ed al rinnovamento delle piantagioni singolarmente dei gelsi e delle viti, e così poterono raddoppiare i raccolti dei loro terreni».
Bedero in passato produceva latte in abbondanza, grazie ai molti bovini sul territorio, parte del latte prodotto veniva utilizzato nella fabbricazione di stracchini, Gorgonzola di ottima qualità, questi prodotti venivano giornalmente acquistati da un casaro bergamano, ricavandone profitti sensibili e sicuri.
Gli uomini del paese, in primavera partivano per l'estero ed in altri paesi, in cerca di lavoro, facendo ritorno al proprio paese solo in inverno, per portare ai familiari i propri guadagni ed «essendo in generale avveduti ed ingegnosi non è raro che siano favoriti dalla fortuna, e che sappiano, economizzando i loro guadagni, crearsi una discreta posizione sociale».
A Bedero sono nati artisti conosciuti per le loro capacità nella plastica e nella scultura, note le famiglie De Pari, Ossola e Martinoli: «persone di svegliato ingegno che si procacciarono benevolenza e stima dai loro conterranei e conoscenti». 
Jemoli descrive così alcune strade di Bedero, come la via Milano che va verso Ganna: «Al Sud di Bedero una romantica strada in discesa per breve tratta, indi piana e curvilinea fiancheggiata da siepi e piante d'ogni specie, in tre quarti d'ora conduce a Valganna in Mandamento d'Arcisate».
Descrive così le strade che portano a Cunardo e a Masciago: «un'altra più amena perché da ogni lato presenta una vista variata ed estesa, si dirige al Nord verso Marchirolo. ed una terza a ponente discende sul fianco della sottoposta valle e comunica con Masciago». 
Il testo si conclude con una nota sulla cappella Valtorta, vicino al cimitero: «In prossimità del Cimitero di Bedero a sinistra della precitata strada per Masciago si ammira con piacere una Cappella da poco tempo dipinta dal bravissimo frescante Valtorta».

### Simboli
Lo stemma e il gonfalone sono stati concessi con decreto del presidente della Repubblica dell'11 settembre 1996.
Lo stemma si può blasonare: partito: nel primo di verde, a due chiavi d'argento, addossate, con gli anelli intrecciati e gli ingegni all'insù; il secondo d'azzurro, alla tortora volante d'argento; al capo di rosso, caricato di tre foglie di betulla d'oro. Ornamenti esteriori da Comune.
Il gonfalone è un drappo partito di argento e di azzurro.

## Monumenti e luoghi d'interesse

La piazza di Bedero negli settanta-ottanta, con la chiesa di Sant'Ilario sullo sfondo.

### Architetture religiose

#### La Chiesa di Sant'Ilario di Poitiers
Situata nel centro del paese, la Chiesa di Sant'Ilario di Poitiers, di epoca barocca, venne ristrutturata nel XIX secolo e successivamente nel XX secolo. A tre navate con un bell'altare barocco e un'abside pentagonale con due cappelle laterali affrescate.
Il 12 aprile 2009 a causa di un corto circuito che provocò un incendio il campanile, la sacrestia della chiesa e buona parte degli arredi sacri bruciarono. I successivi lavori di ristrutturazione terminarono nel 2010.

#### La Cappella Valtorta
Si trova nei pressi del cimitero, prende il nome del pittore che l'ha affrescata, è dedicata alla Madonna del Rosario ed alla SS. Trinità.

### Architetture civili

#### Lapide a Silverio Martinoli
È situata nella piazza del paese, ed anche presso la sua casa natale, è dedicata allo scultore, nonché sindaco di Bedero, Silverio Martinoli, che nell'Ottocento scolpì le balaustre della chiesa dedicata a Sant'Ilario di Poitiers.

#### Cappella della Madonna degli Alpini

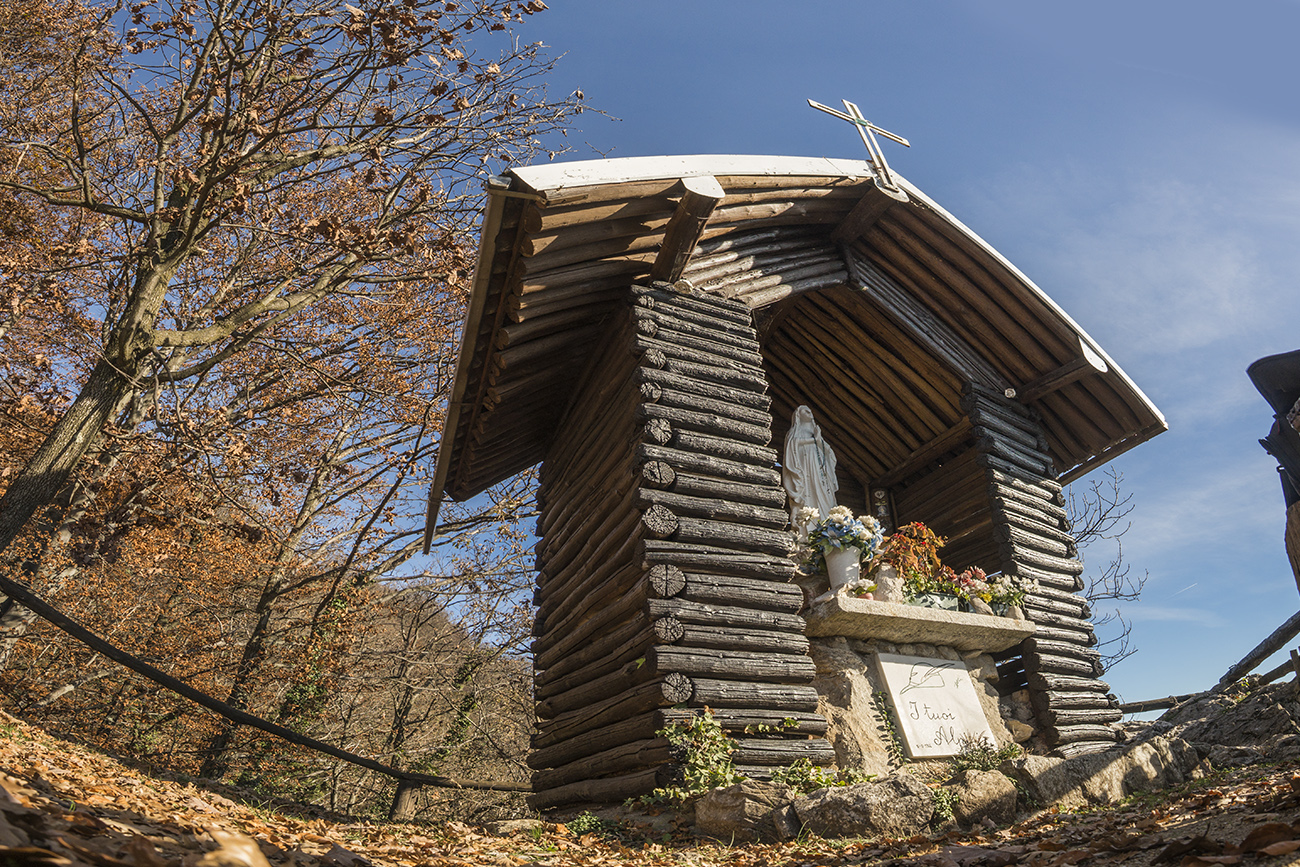
Cappella della madonnina degli Alpini

Situata sul Monte Scerrè, da cui si gode un ottimo panorama su Bedero e tutta la Valcuvia. È stata dedicata a tutti gli alpini della valle. Periodicamente, si svolgono feste e celebrazioni promosse da diverse organizzazioni locali, tra cui il Gruppo Alpini sezione di Luino, di cui Bedero fa parte.

#### La Madonnina del Filo
Si trova a poco meno di cento metri dalla Cappella della Madonna degli Alpini, sul monte Scerrè, in una specie di "nicchia" scavata nella roccia.
È stata costruita da dei boscaioli, nei primi decenni del Novecento, quando la legna era una preziosa risorsa per il paese e parecchi lavoravano come boscaioli. Il trasporto della legna dai boschi situati in quella zona dove ora sorge la Madonnina, avveniva mediante una sorta di teleferica costituita da un cavo di acciaio (filo) sul quale venivano appesi i fasci di legna, che per gravità, data la pendenza, scivolavano a valle in un punto accessibile ai carri che la trasportavano poi in paese per venderli.
Questa operazione veniva effettuata dai boscaioli del posto, che nella stagione invernale si associavano in gruppo per il lavoro di taglio e trasporto della legna.
Durante l'inverno del 1927 alcuni boscaioli di Bedero stavano trasportando in questo modo la legna, tagliata nei boschi situati sul Monte Scerrè. Durante l'operazione uno dei boscaioli restò impigliato nel carico di legna che partiva con rapida accelerazione, trascinandolo per un pezzo, dopo di che si staccò cadendo rovinosamente sulle rocce, ma fortunatamente restò illeso.
I boscaioli, riconoscenti per l'episodio che aveva del miracoloso, in quel punto, sul Monte Scerrè, vollero costruire una piccola nicchia nella quale collocarono una Madonnina, che nella denominazione popolare divenne la “Madonna del Filo”.

#### Il monumento ai caduti
Si trova nella piazza del paese, è stato eretto in memoria dei caduti durante la prima e seconda guerra mondiale. Annualmente vi vengono celebrate funzioni, in memoria dei caduti.

## Società

### Evoluzione demografica
- 323 nel 1751
- 380 nel 1805
- annessione a Cuvio nel 1809
- scissione da Cuvio e annessione al "comune denominativo" di Rancio, insieme a Ferrera, Masciago, Cassano e Brinzio nel 1812; i singoli comuni vengono ripristinati nel 1816.
- 527 nel 1853

Abitanti censiti

## Infrastrutture e trasporti
Per raggiungere Bedero Valcuvia:
- Da Varese in automobile  (14,8 km 22 min)

Procedi in direzione nordovest da Piazza Monte Grappa verso Via Walter Marcobi, svolta a destra in Via Carlo Giuseppe Veratti, svolta leggermente a sinistra in Piazza San Giovanni Bosco,  svolta leggermente a destra in Piazza Cesare Beccaria	
Piazza Cesare Beccaria svolta leggermente a sinistra e diventa Viale Padre Gian Battista Aguggiari  Attraversa 1 rotonda
Alla rotonda, prendi l'uscita 1a e rimani su Viale Padre Gian Battista Aguggiari, svolta leggermente a sinistra in Piazza Milite Ignoto	
Prosegui su Via Virgilio	
Prosegui su Via Provinciale Rasa	
Prosegui su SP62	
Svolta a destra in SP11dir
- In autobus: da Varese, Autolinee Castano, capolinea Piazzale F.lli Kennedy, piazzola n° 12.

## Curiosità
- Bedero è stato attraversato dai Campionati del mondo di ciclismo su strada 2008 - Cronometro maschile Under-23, il 24 settembre. Venne vinta dall'italiano Adriano Malori

- Un conosciuto detto locale in dialetto bosino dice: "Quand ul tempural el vegn dal Scerè ciapa la sapa e turna indrè, quand ul tempural el vegn da Luin ciapa la sapa e va in giardin", che tradotto significa "quando il temporale viene dallo Scerrè prendi la zappa e torna indietro, quando il temporale viene da Luino, prendi la zappa e vai in giardino". Il Scerrè è il Monte Scerrè, il monte che fa da fianco al paese.